# Cera de Campeche
La cera de Campeche es producida por las abejas sin aguijón Melipona beecheii originarias de América llamadas Xunán kab en idioma maya de la Península de Yucatán. Las abejas la usan para recubrir los nidos cuando hay crías y para dar estructura al panal. Se produce sobre todo en la Selva Maya.

## Características
La cera de Campeche es una mezcla de resina, barro y propóleos de color café oscuro que hace la abeja "Melipona". Su consistencia pegajosa y suave permite que se use como adhesivo natural. También ayuda a curar heridas y quemaduras y es un poderoso cicatrizante. Se conserva en contenedores cerrados.

## Uso
Antes del surgimiento de los pegamentos artificiales, la cera de Campeche era muy utilizada en todos lados, desde las escuelas hasta los talleres artesanales y carpinterías. Es insoluble en agua y en el alcohol frío. Es la cera más barata que existe, en comparación con la cera de abeja propiamente dicha, que recubre las celdas del panal, que es de color muy claro.
En la época prehispánica se utilizó como moneda de cambio, posteriormente los comerciantes españoles y luego piratas y corsarios ingleses, sacaban la cera de Campeche por los puertos de Sisal, Yucatán, y de Campeche, que le dio su nombre.

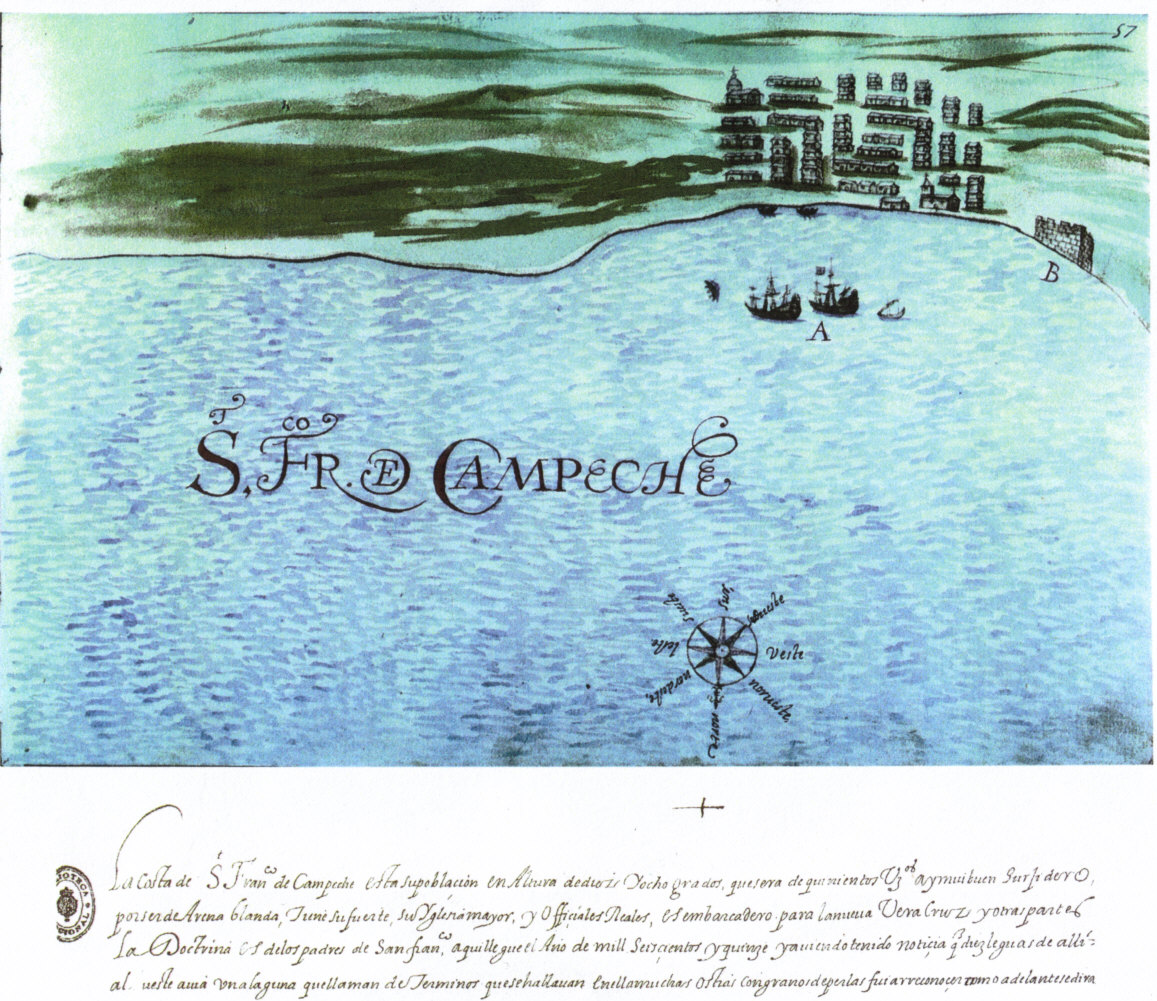
Mapa del que muestra la importancia del puerto de Campeche, por donde se iba a Europa la cera de Campeche

Es un artículo de uso común que se vende en todo México y se exporta a países como España. Se compra en tiendas especializadas en artículos de cera y miel, en papelerías y tlapalerías.

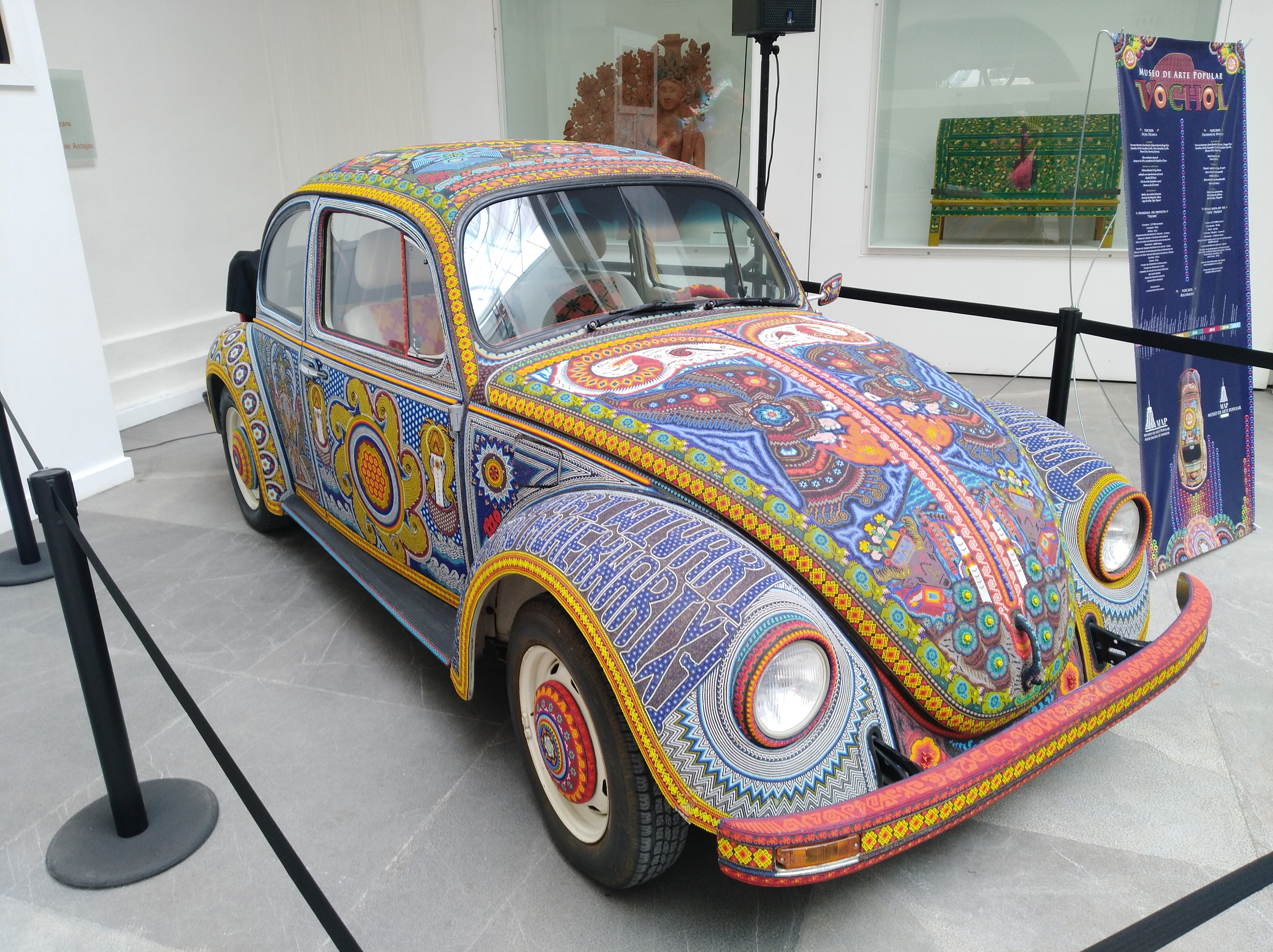
Museo de arte popular.

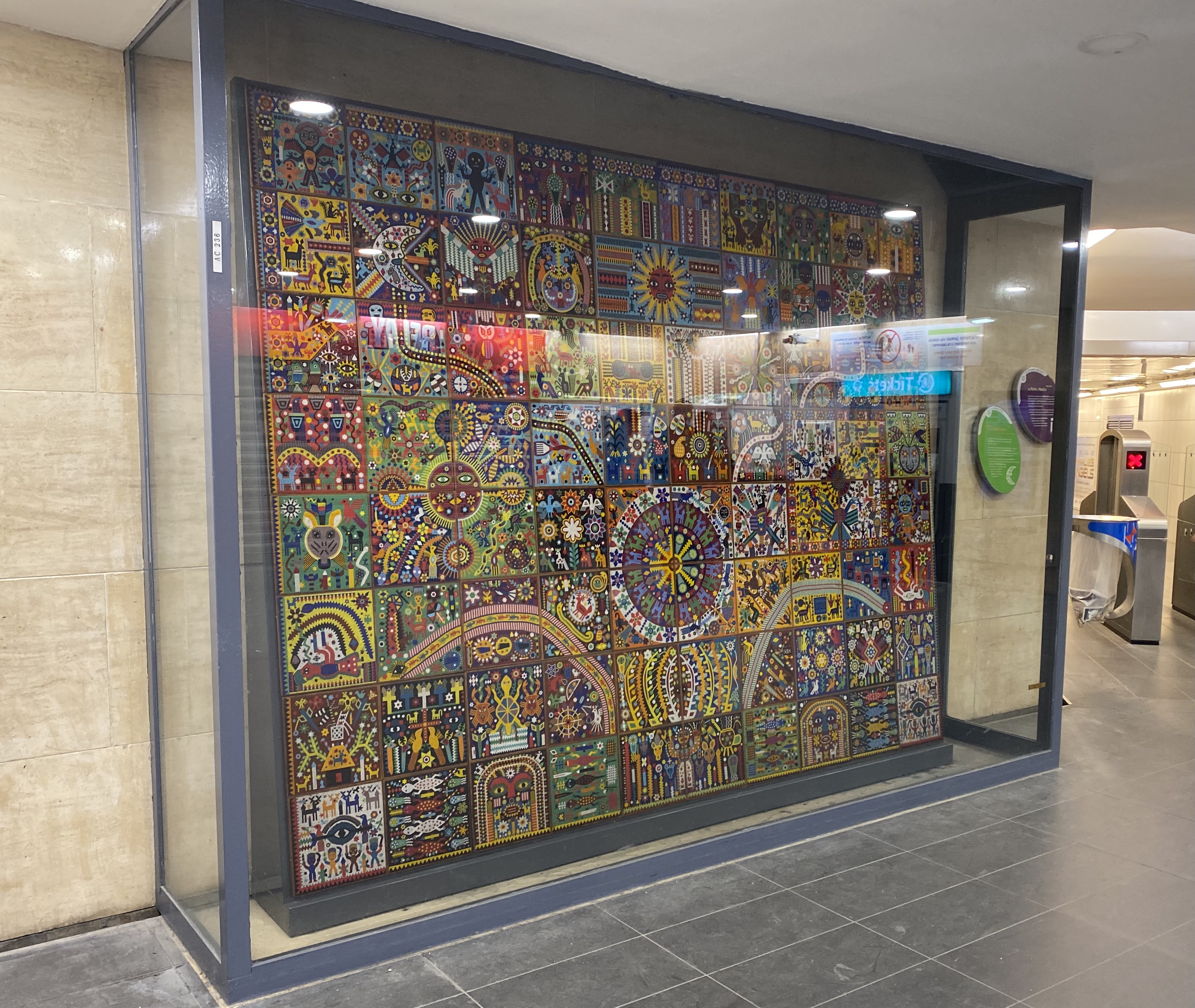
Mural "Pensamiento y alma huichol" del artista Santos de la Torre, ubicado en el metro de Paris.

La cera de Campeche en la actualidad es la base para las ceras de depilar de uso común. En otro ámbito totalmente diferente, disuelta en la estufa y mezclada con aguarrás, se usa como base para sellar y proteger la madera, al impedir que le entren hongos. También es materia prima para hacer velas más baratas que la de la cera de abejas. Hasta la fecha conserva su carácter de adhesivo para trabajos manuales.
Artistas como el huichol Santos de la Torre la usan en sus obras. Él la utiliza para pegar la chaquira en murales y figuras. También es usada para forrar de chaquira autos como el Volkswagen.